# Fernando Roldán
Víctor Luis Fernando Roldán Campos (* 24. Juli 1930, nach anderen Quellen 15. Oktober 1921; † 23. Juni 2019) war ein chilenischer Fußballspieler. Er nahm mit der Fußballnationalmannschaft seines Landes an der Fußball-Weltmeisterschaft 1950 teil.

## Karriere

### Verein
Roldán verbrachte seine gesamte Laufbahn als Profifußballer von 1948 bis 1960 beim CD Universidad Católica. In dieser Zeit gewann er mit seinem Klub zweimal die nationale Meisterschaft.

### Nationalmannschaft
Ohne zuvor ein Länderspiel bestritten zu haben, wurde Roldán in das chilenische Aufgebot für die Weltmeisterschaft 1950 in Brasilien berufen. Er debütierte am 25. Juni 1950 im ersten Endrundenspiel gegen England in der chilenischen Nationalmannschaft. Auch im zweiten Gruppenspiel gegen Spanien kam er zum Einsatz. Beide Spiele wurden jeweils mit 0:2 verloren, und Chile schied als Gruppendritter nach der Vorrunde aus.
Beim Campeonato Sudamericano 1953 wurde er in allen sechs Turnierspielen eingesetzt. Am Ende belegte Chile den vierten Platz.
Zwischen 1950 und 1954 bestritt Roldán insgesamt 17 Länderspiele für Chile, in denen er ohne Torerfolg blieb.

## Erfolge
- Chilenische Meisterschaft: 1949 und 1954